# ژرمن تایفر

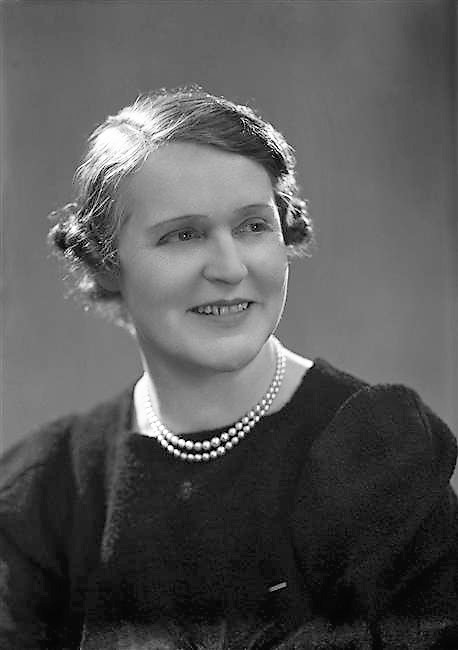
ژرمِن تایفِر در سال ۱۹۳۷

ژرمِن تایفِر (به فرانسوی: Germaine Tailleferre) آهنگساز فرانسوی، در ۱۹ آوریل ۱۸۹۲ در سن مور ده فوسه (Saint-Maur-des-Fossés) زاده شد و در ۷ نوامبر ۱۹۸۳ در پاریس درگذشت.
او به همراه ژرژ اوریک، فرانسیس پولنک، آرتور اونگر، لویی دوره، و داریوس میو «گروه شش» را تشکیل داد.

## برخی از آثار
- کنسرتو هارپ
- باله پرنده فروش
- کورال برای ترومپت و پیانو
- روندو برای ابوا و پیانو
- سیسیلیِن برای فلوت و دو پیانو
- بالاد برای پیانو و ارکستر
- «لالایی فیل کوچولو» برای آواز، کر و هورنها
- پارتیتا برای ابوا، کلارینت، باسون و سازهای زهی

## شنیدن آثار
- youtube
- آثاری از آهنگسازان گروه شش